# Шивки (село)
Шивки — село в Нерчинском районе Забайкальского края России. Входит в состав городского поселения «Приисковское».

## География
Село находится в южной части района, на правом берегу реки Шилки, на расстоянии примерно 8 километров (по прямой) к юго-востоку от города Нерчинска. Абсолютная высота — 648 метров над уровнем моря.
Климат
Климат характеризуется как резко континентальный, с продолжительной холодной зимой. Средняя температура самого тёплого месяца (июля) составляет 18 — 20 °С (абсолютный максимум — 38 °С). Средняя температура самого холодного месяца (января) — −28 — −30 °С (абсолютный минимум — −54 °С). Годовое количество осадков — 300—350 мм. Продолжительность безморозного периода составляет 100—110 дней.
Часовой пояс
Село Шивки находится в часовой зоне МСК+6. Смещение применяемого времени относительно UTC составляет +9:00.

## История
Основано в начале XVIII века перешедшими к оседлости тунгусами месте бывшего стойбища. В 1906 году была открыта церковно-приходская школа. В 1930 году, в ходе коллективизации, был организован колхоз им. П. Н. Журавлёва, а в 1936 году — колхоз им. И. В. Сталина.

## Население
| 1989 | 2002 | 2010 | 2021 |
| ---- | ---- | ---- | ---- |
| 202  | ↘176 | ↘168 | ↗170 |

Половой состав
По данным Всероссийской переписи населения 2010 года в гендерной структуре населения мужчины составляли 45,2 %, женщины — соответственно 54,8 %.
Национальный состав
Согласно результатам переписи 2002 года, в национальной структуре населения русские составляли 98 % из 176 чел.

## Инфраструктура
В селе функционирует фельдшерско-акушерский пункт.

## Улицы
Уличная сеть села состоит из трёх улиц.